# دانشگاه کازیمیراس سیموناویچیوس
دانشگاه کازیمیراس سیموناویچیوس (لیتوانیایی: Vilniaus verslo teisės akademija) یک دانشگاه خصوصی در شهر ویلنیوس در لیتوانی است. آموزش در این دانشگاه در سال ۲۰۰۴ آغاز شد و در سال ۲۰۱۲ به افتخار کازیمیرز سیمینوویچ ، یک مهندس جنگی و متخصص توپخانه و پیشگام راکت ، نام خود را تغییر داد.